# أمزيا (باسكورتوستان)
أمزيا (بالروسية: Амзя) هي مدينة في جمهورية باشكورتوستان في روسيا.